# Bulkowo
Bulkowo è un comune rurale polacco del distretto di Płock, nel voivodato della Masovia.
Ricopre una superficie di 117,11 km² e nel 2004 contava 5 983 abitanti.